# Laurie Penny
Laurie Penny, född Laura Barnett den 28 september 1986 i Islington i London, är en brittisk kolumnist och författare.
Penny har skrivit för tidningar som The Guardian och New Statesman samt skrivit flera böcker om bland annat feminism. Minst tre av hens böcker har utkommit i svensk översättning, inklusive Sex, lögner och revolution (2015).
2020 började Penny referera till sig själv som ickebinär.

## Biografi
Penny föddes i London, med föräldrar som har irländsk, judisk och maltesisk bakgrund. Hen växte upp i Lewes och Brighton. I tonåren drabbades Penny av anorexia, och som 17-åring ledde det till en längre sjukhusvistelse. Hen beskrev denna tid, utifrån ett feministiskt perspektiv, i boken Unspeakable Things.
Hen studerade vid Brighton College. Därefter har Penny läst engelska vid Wadham College i Oxford.

### Från blogg till krönikor
Penny Red, Pennys personliga och politiska hållna blogg, lanserades 2007 Den fick ökad uppmärksamhet omkring 2010 och 2011 års studentprotester och -ockupationer (se även Occupy Wall Street) och nominerades till ett antal olika bloggpriser.
2012 inledde hen en verksamhet som kolumnist vid The Independent, och senare både som kolumnist och redaktionsmedlem på New Statesman. Hen har därefter blivit återkommande skribent för The Guardian, och krönikorna har även börjat publiceras i utländska publikationer som svenska ETC. 2012 listade The Daily Telegraph Penny som den 55:e mest inflytelserika vänsterpolitiska aktivisten i Storbritannien, och tidningen beskrev hen som "utan tvekan den mest högljudda och mest kontroversiella kvinnliga rösten på den vänsterradikala kanten".

### Tidiga böcker
2011 och 2012 utkom Penny med tre böcker, varav Penny Red: Notes from the New Age of Dissent utgjordes av återtryck ur Penny Red. Discordia: Six Nights in Crisis Athens, resultatet av en besök i Grekland och följderna av dess ekonomiska kris, publicerades som en e-bok.
Debutboken Meat Market: Female Flesh Under Capitalism beskrevs av författaren som hens "lilla antikapitalistiska och feministiska popteoribok. Den inledde Pennys bokproduktioner omkring den moderna problematiken runt könsroller, kapitalism, sex och makt. Penny lyfter fram anti-pornografiaktivismens politiska allians med konservativ moralism och är kritisk mot Julie Bindel och andra ur den äldre generationen uppvuxen med andra vågens feminism. Hen vill i boken också hur Judith Butler (och den tredje vågens feminister) tittar lite närmare på Marx och inser hur hela samhället är uppbyggt kring en varufiering av kvinnlighet och sexualitet och att begreppet erotiskt kapital är en oundviklig följd av detta. Boken har kritiserats för att luta sig lite för mycket på Nina Powers One-Dimensional Woman (2009) och för att varken Power eller Penny i sina respektive böcker ger några konkreta tips till hur den rådande situationen kan förbättras.
Cybersexism: Sex, Gender and Power on the Internet (2013) och Unspeakable Things: Sex, Lies and Revolution (2015; översatt till svenska som Sex, lögner och revolution) fortsatte på den inslagna vägen med kritik mot ojämlikheterna i samhället runt sex, kön och makt. I den förstnämnda boken (publicerad som e-bok) handlar det om Internet och dess roll för att sprida sexistiska budskap men även ge unga kvinnor större makt och redskap för att hantera sina liv, i den andra även hur kapitalismen som fenomen skadar människan.

### Kortroman, doktriner, fascism och Netflix
Med Everything Belongs to the Future (2016) debuterade Penny i en ny genre, som skönlitterär författare. Boken, en science fiction-relaterad kortroman som tagit sin titel från en dikt av Louise Michel, handlar om en framtid där de som har råd kan förlänga sin ungdom och sitt liv i evighet. Detta faktum uppskattas inte av alla…
2017 kom Bitch Doctrine, där Pennys drastiska och ofta underhållande språk riktar in sig på mål som aborter, prostitution och HBTQ-frågor i en kapitalistisk och konfliktfylld politisk miljö. Även denna bok översattes till svenska – under titeln Bitchdoktrinen. 2022 återkom Penny med Sexual Revolution : Modern Fascism and the Feminist Fightback, översatt till svenska som En berättelse om sex och makt. Här utmålas fascismen som feminismens huvudfiende, men det har ansetts oklart om Penny här syftar på patriarkatet/könsmaktsordningen. Texterna är dock tydliga med att här finns en klar motsättning mellan dessa två storheter.
Laurie Penny har på senare år flyttat till Los Angeles. Hen har då också inlett författande av texter åt Netflix.

## Privatliv och åsikter
2017 började Penny beskriva sig mer som queer än som kvinna. Tre år senare började hen använda begreppet icke-binär om sig själv. Hösten 2020 gifte sig Penny i Los Angeles.
Laurie Penny har beskrivit sig lida av komplext posttraumatiskt stressyndrom och beskriver sig ha autism.
Penny skriver oftast ur ett vänsterpolitiskt feministiskt perspektiv och omkring den kapitalistiska kulturens baksidor. Hen är samtidigt kritisk till hur moralism kring komplexa ämnen som pornografi leder till förenklingar som inte utgår från mänskligt beteende, och hur ett överdrivet "skyddande" kan ge kvinnor färre livsmöjligheter. Till skillnad från en del kritiker av den sexuella revolutionen anser Laurie Penny att den hittills endast blivit en halvmesyr och att den behöver bli än mer genomgripande. Även hennes stöd för transaktivism och sexarbetares rättigheter har gjort att hon förknippats med den sexpositiva rörelsen.

## Utmärkelser (urval)
- 2010: nominerad till Orwell Prize, i kategorin bloggande[34]
- 2012: nominerad till Bread and Roses Award, Penny Red: Notes from the New Age of Dissent[35]
- 2014: nominerad till Red Women of the Year Award, i kategorin bloggande[36]
- 2015: William Montalbano Nieman Fellow[37]
- 2015: Fellow vid Berkman Centre for Internet and Society hos Harvard University[38]
- 2017: nominerad till John W. Campbell Award for Best New Writer[39]